# Adriane Lenox
Adriane Lenox (* 11. September 1956 in Memphis, Tennessee) ist eine US-amerikanische Theater- und Film-Schauspielerin. 

## Leben
Adriane Lenox begann früh mit dem Singen und hatte als Kind Auftritte im Chor und bei Festspielen zu Weihnachten und Ostern. Sie besuchte das Lambuth College in Jackson, Tennessee, wo sie einen Abschluss in Schauspiel erlangte. Anschließend ging sie nach New York und trat in dem Broadway-Stück Ain’t Misbehavin auf. Danach folgten weitere Theaterrollen sowie kleinere Filmauftritte, unter anderem als Gastdarsteller in der Fernsehserie Law & Order: Special Victims Unit.
Von 2005 bis 2006 spielte sie am Walter Kerr Theatre in New York eine 12 Minuten dauernde Rolle in John Patrick Shanleys Broadway-Stück Doubt, das später unter dem Titel Glaubensfrage verfilmt wurde. Es war ihr erster Theaterauftritt, bei dem sie einen Sprechpart übernahm, nachdem sie vorher stets gesungen hatte. Für diese Rolle wurde sie unter anderem mit dem Tony Award in der Kategorie Beste Nebendarstellerin ausgezeichnet.
2006 bzw. 2009 übernahm Lenox Nebenrollen in den US-amerikanischen Filmdramen Black Snake Moan und Blind Side – Die große Chance. Seit 2011 spielt sie die Sherry in der Sitcom 30 Rock und Angel Auroro in der Anwaltsserie Damages – Im Netz der Macht.
Lenox ist mit dem Musiker und Dance Arranger Zane Mark verheiratet. Ihre gemeinsame Tochter Crystal Joy ist Musicaldarstellerin.

## Bühnenrollen (Auswahl)
- 1978: Ain’t Misbehavin
- 1981: Dreamgirls
- 1986: Beehive
- 1994: Merrily we roll along
- 1998: Dinah Was
- 1999: The Gershwins' Fascinating Rhythm
- 1999: Kiss Me, Kate
- 2004: Caroline, or Change
- 2005: Doubt
- 2012: Now or Later
- 2014: After Midnight

## Filmografie (Auswahl)
- 1999, 2001, 2010: Law & Order (Fernsehserie, 3 Folgen)
- 2000, 2004: Third Watch – Einsatz am Limit (Third Watch, Fernsehserie, 2 Folgen)
- 2001, 2003, 2005: Law & Order: Special Victims Unit (Fernsehserie, 3 Folgen)
- 2006: Black Snake Moan
- 2006: Shark (Fernsehserie, Folge 1x19)
- 2007: My Blueberry Nights
- 2007: Alvin und die Chipmunks – Der Kinofilm (Alvin and the Chipmunks)
- 2007–2008: Lipstick Jungle (Fernsehserie, 7 Folgen)
- 2009: Royal Pains (Fernsehserie, Folgen 1x01)
- 2009: Blind Side – Die große Chance (The Blind Side)
- 2010: Duell der Magier (The Sorcerer's Apprentice)
- 2010: Detroit 1-8-7 (Fernsehserie, Folge 1x06)
- 2011–2012: 30 Rock (Fernsehserie, 4 Folgen)
- 2011–2012: Damages – Im Netz der Macht (Damages, Fernsehserie, 5 Folgen)
- 2012: Red Lights
- 2012: Lola gegen den Rest der Welt (Lola Versus)
- 2012: NYC 22 (Fernsehserie, Folge 1x13)
- 2013: Der Butler (The Butler)
- 2014: The Skeleton Twins
- 2014: Liebe geht seltsame Wege (Love Is Strange)
- 2014: Affluenza
- 2014–2015: The Blacklist (Fernsehserie, 15 Folgen)
- 2015: Marvel’s Daredevil (Fernsehserie, 4 Folgen)
- 2017: Crown Heights
- 2019: 21 Bridges
- 2021: Only Murders in the Building (Fernsehserie, 1 Folge)
- 2022: Julia (Fernsehserie)

## Auszeichnungen
- 2005: Tony Award, Beste Nebendarstellerin für Doubt
- 2005: Drama Desk Award, Nebendarstellerin in einem Schauspiel für Doubt
- 2005: Lucille Lortel Award für Doubt